# Letnie Grand Prix w skokach narciarskich 2001
Letnie Grand Prix w skokach narciarskich 2001 – 8. edycja Letniego Grand Prix, która rozpoczęła się 11 sierpnia 2001 roku w Hinterzarten, a zakończyła 9 września 2001 w Hakubie. Rozegrano 7 konkursów indywidualnych.

## Zwycięzcy

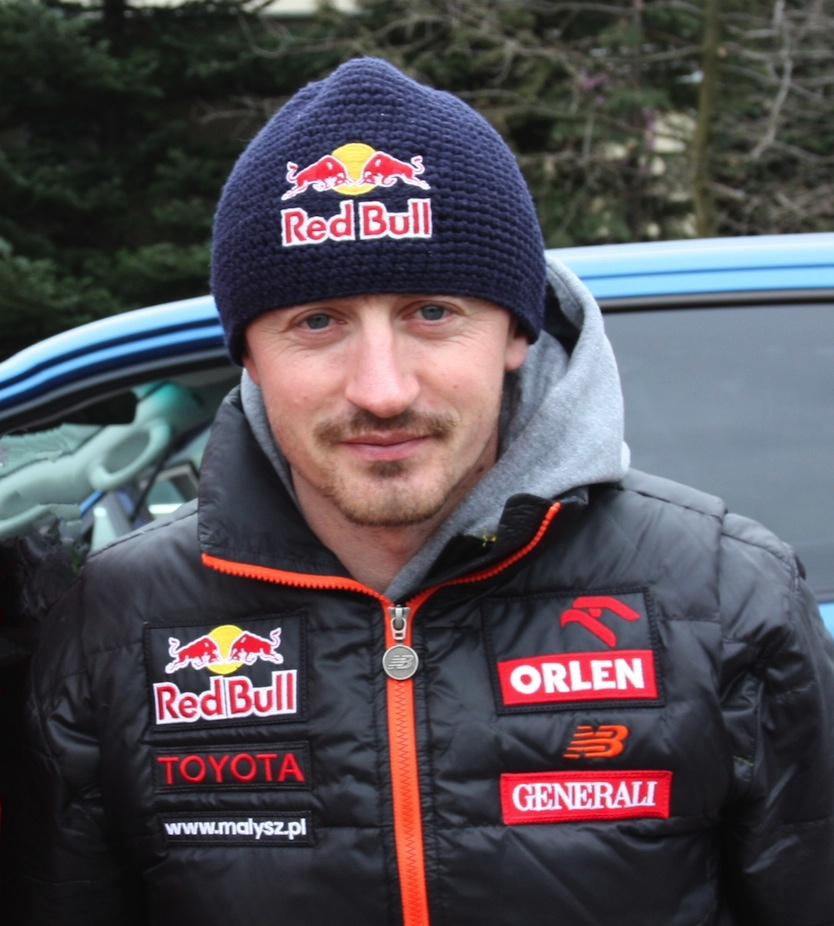
Adam Małysz, zwycięzca Letniego Grand Prix 2001
Reprezentacja Austrii, zdobywcy Pucharu Narodów

## Kalendarz i wyniki
| Lp.                                           | Data                                          | Miejscowość                                   | Punkt K                                       | Uwagi                                         | 1. miejsce        | 2. miejsce         | 3. miejsce         |
| --------------------------------------------- | --------------------------------------------- | --------------------------------------------- | --------------------------------------------- | --------------------------------------------- | ----------------- | ------------------ | ------------------ |
| 1.                                            | 11 sierpnia 2001                              | Hinterzarten                                  | K-95                                          | –                                             | Adam Małysz       | Martin Schmitt     | Stefan Horngacher  |
| 2.                                            | 12 sierpnia 2001                              | Hinterzarten                                  | K-95                                          | –                                             | Martin Höllwarth  | Andreas Goldberger | Martin Schmitt     |
| 3.                                            | 14 sierpnia 2001                              | Courchevel                                    | K-120                                         | –                                             | Andreas Widhölzl  | Adam Małysz        | Janne Ahonen       |
| 4.                                            | 18 sierpnia 2001                              | Stams                                         | K-105                                         | –                                             | Roberto Cecon     | Martin Höllwarth   | Igor Medved        |
| 5.                                            | 5 września 2001                               | Sapporo                                       | K-120                                         | –                                             | Stefan Horngacher | Andreas Goldberger | Alan Alborn        |
| 6.                                            | 8 września 2001                               | Hakuba                                        | K-120                                         | –                                             | Stefan Horngacher | Adam Małysz        | Andreas Goldberger |
| 7.                                            | 9 września 2001                               | Hakuba                                        | K-120                                         | –                                             | Masahiko Harada   | Martin Höllwarth   | Peter Žonta        |
| Letnie Grand Prix 2001 – klasyfikacja końcowa | Letnie Grand Prix 2001 – klasyfikacja końcowa | Letnie Grand Prix 2001 – klasyfikacja końcowa | Letnie Grand Prix 2001 – klasyfikacja końcowa | Letnie Grand Prix 2001 – klasyfikacja końcowa | Adam Małysz       | Andreas Goldberger | Stefan Horngacher  |

## Klasyfikacje

### Klasyfikacja indywidualna
Stan po zakończeniu LGP 2001.
| Miejsce | Zawodnik           | Punkty |
| ------- | ------------------ | ------ |
| 1.      | Adam Małysz        | 397    |
| 2.      | Andreas Goldberger | 364    |
| 3.      | Stefan Horngacher  | 357    |
| 4.      | Martin Höllwarth   | 333    |
| 5.      | Masahiko Harada    | 237    |
| 6.      | Damjan Fras        | 223    |
| 7.      | Igor Medved        | 213    |
| 8.      | Alan Alborn        | 181    |
| 9.      | Martin Schmitt     | 169    |
| 10.     | Andreas Widhölzl   | 153    |
| ...     |                    |        |

### Klasyfikacja drużynowa
Stan po zakończeniu LGP 2001
| Miejsce | Reprezentacja     | Punkty |
| ------- | ----------------- | ------ |
| 1.      | Austria           | 1278   |
| 2.      | Japonia           | 711    |
| 3.      | Słowenia          | 683    |
| 4.      | Niemcy            | 632    |
| 5.      | Polska            | 586    |
| 6.      | Finlandia         | 324    |
| 7.      | Norwegia          | 289    |
| 8.      | Stany Zjednoczone | 181    |
| 9.      | Czechy            | 121    |
| 10.     | Włochy            | 108    |
| 11.     | Szwajcaria        | 69     |
| 12.     | Korea Południowa  | 25     |
| 13.     | Rosja             | 21     |
| 14.     | Słowacja          | 6      |
| 15.     | Kazachstan        | 2      |